# 阎德义
阎德义（1929年2月4日—1989年11月），男，天津人，中国焊接工程师，曾任第五届全国人大代表、常委会委员，第六届全国人大代表。